# Felinia
Felinia là một chi bướm đêm thuộc họ Erebidae.

## Các loài
- Felinia precedens Walker, [1858]
- Felinia spissa Guenée, 1852